# Чарусатьен, Прапат
Прапат Чарусатьен (тайск. ประภาส จารุเสถียร; 25 ноября 1912, Удонтхани — 18 августа 1997, Бангкок), в русскоязычном написании иногда Прапас Чарусатьен или Прафас Чарусатьен — таиландский фельдмаршал, политик и государственный деятель, крайне правый националист, монархист и антикоммунист. Вице-премьер (1963—1973), главнокомандующий королевской армией (1964—1973), гендиректор королевской полиции (1972—1973). Принадлежал к правящему триумвирату наряду с Таномом Киттикачоном и Наронгом Киттикачоном. Вместе с ними был свергнут в 1973 и эмигрировал из Таиланда. Приезд Чарусатьена ужесточил политическую конфронтацию в стране, ускорил Таммасатские события и правый переворот 1976, хотя сам он уже не играл политической роли.

## Военная служба
Родился в знатной дворянской семье, его отец занимал видные государственные посты при королях Раме VII и Раме VIII. В 1933 окончил Королевскую военную академию Чулачомклао. Первую службу проходил в пехотном полку королевской гвардии. В 1936—1937 служил в полиции, затем возвращён в армию. С 1948 — полковник сухопутных войск.
Политически Прапат Чарусатьен был активным сторонником фельдмаршала Сарита Танарата. При поддержке Танарата в 1957 получил звание генерал-майора и назначен министром внутренних дел в кабинете Пота Сарасина. Оставался в этой должности более года, до октября 1958, в правительствах Танома Киттикачона и самого Сарита Танарата. С апреля 1959 Прапат Чарусатьен — генерал армии.
Прапат Чарусатьен принадлежал к ближайшему окружению Танарата, полностью поддерживал его авторитарную консервативно-монархическую политику. Подобно премьеру, выступал за повышение политической роли короля Рамы IX. Занимал позиции крайне правого национализма и антикоммунизма. Состоял в Национальной социальной партии Танарата.

## Член триумвирата
Премьер Танарат скоропостижно скончался 8 декабря 1963. На следующий день правительство Таиланда возглавил ближайший сподвижник покойного Таном Киттикачон. В его кабинете Прапат Чарусатьен получил пост вице-премьера. Курировал силовые структуры — министерство обороны и министерство внутренних дел. 1 октября 1964 в звании фельдмаршала назначен командующим Королевской армией — сухопутными войсками Таиланда. С 1968 — вице-председатель правящей национал-консервативной партии Объединение таиландского народа.
В течение почти десятилетия фельдмаршал Прапат Чарусатьен состоял в правящем триумвирате — наряду с фельдмаршалом Таномом Киттикчачоном и его сыном полковником Наронгом Киттикачоном. Служебно-политический союз был закреплён родственной связью: Супапорн, дочь Чарусатьена, была замужем за Наронгом Киттикачоном.
Политика Киттикачона—Чарусатьена основывалась на наследии Танарата — авторитарное правление, репрессивное подавление коммунистической партии, левых сил и крестьянских бунтов, укрепление монархии, консервативных начал и военно-чиновных традиций. В международной политике Таиланд твёрдо придерживался союза с США, был активным членом СЕАТО, участвовал во Вьетнамской войне на американо-сайгонской стороне. Это обеспечивало американскую военно-политическую поддержку и финансово-экономическую помощь. За счёт американских инвестиций стимулировался экономический рост, интенсивное сформирование логистической инфраструктуры, строительство, автомагистралей и плотин, развитие нефтедобывающего и металлургического кластеров. Возрастало американское культурное влияние в Таиланде (что отличало правление Киттикачонов—Чарусатьена от времён Танарата, препятствовавшего культурно-бытовой вестернизации).
Прапат Чарусатьен как куратор вооружённых сил и МВД был главным организатором полицейских репрессий против оппозиции и армейских контрповстанческих операций. В то же время, в период относительной либерализации режима конца 1960-х он руководил парламентской группой формально «независимых» депутатов, поддерживающих правительство. Но парламентское маневрирование не оправдало себя в глазах военно-бюрократической верхушки, и в 1971 Киттикачон и Чарусатьен фактически совершили государственный переворот, распустив парламент и расширив полномочия правительства (это обосновывалось необходимостью отпора коммунистической угрозе). 1 октября 1972 Чарусатьен в звании полицейского генерала был назначен генеральным директором Королевской полиции . 1 июня 1973 ему были присвоены высшие звания маршала Королевских ВВС и адмирала Королевских ВМС.
Правящий триумвират стали называть «Тремя тиранами». Фельдмаршал Чарусатьен являлся вторым лицом режима после фельдмаршала Киттикачона. Обладал репутацией, «серого кардинала» правительства. Был также известен как крупный бизнесмен, входил в советы директоров нескольких десятков частных компаний. При этом Чарусатьен значительно уступал в популярности, нежели Киттикачону-старшему (хотя не вызывал такого сильного отторжения, как Киттикачон-младший). Он считался менее интеллектуальным, не имел какой-либо поддержки в общественности и СМИ, мог опереться только на часть офицерства и аппарат МВД.

## Свержение и эмиграция
Диктаторское правление усиливало недовольство в стране. Антиправительственные настроения распространились в офицерском корпусе и даже в генералитете. Король Рама IX считал целесообразным уступить общественному давлению. 30 сентября 1973 он отстранил Чарусатьена с армейского главнокомандования и назначил более либерального генерала Крита Сивару. Через десять дней недели Бангкок охватили массовые антиправительственные выступления. Киттикачон и Чарусатьен сделали ставку на силовое подавление протестов. Полиция и войска начали разгонять демонстрации огнестрельным оружием, погибли десятки людей.
Кровопролитие было остановлено приказом генерала Сивары. Армия фактически перешла на сторону протестующих. 14 октября король отправил в отставку правительство Киттикачона. «Три тирана» вынуждены были покинуть Таиланд. Прапат Чарусатьен обосновался на Тайване.

## Возвращение
На протяжении трёх лет либеральные правительства Таиланда утрачивали контроль над ситуацией. Победа коммунистов во Вьетнамской войне, образование СРВ, приход НРПЛ к власти в Лаосе и Красных кхмеров в Камбодже вызывали сильные опасения правой части таиландского общества. Установление коммунистического режима в Таиланде считалось реальной угрозой. Особенно тяжёлое впечатление произвела на монархистов судьба лаосского короля Саванга Ватханы, умершего в «лагере перевоспитания». Резко ухудшилось и социально-экономическое положение. На этом фоне распространялось своеобразная ностальгия по прежнему режиму. Сельское ополчение Тигры деревни, монархическая организация Навапон, ультраправая группировка Красные гауры требовали возвращения Киттикачона и Чарусатьена.
17 августа 1976 Прапат Чарусатьен посетил Таиланд по приглашению министра обороны Тавита Сенивонга. Это вызвало резкие протесты коммунистов и леворадикальных настроенных студентов Таммасатского университета. В их столкновениях с «красными гаурами» и «навапоновцами» погибли четыре человека. Положение продолжало обостряться, и 19 сентября в страну вернулся Таном Киттикачон. Дальнейшая конфронтация привела к Таммасатской резне 6 октября 1976 с гибелью десятков людей и государственному перевороту, поддержанному королём. К власти пришла военная хунта адмирала Сангада Чалорью и консервативно-антикоммунистическое правительство Танина Краивичьена.
После смены власти Прапат Чарусатьен окончательно вернулся в Таиланд и более двадцати лет проживал в Бангкоке в качестве частного лица (подобно Таному Киттикачону, тогда как Наронг Киттикачон участвовал в таиландской политике). В политике не участвовал, на политические темы не высказывался. В то же время сам факт возвращения «трёх тиранов» на родину однозначно символизировал победу правых сил в политическом противоборстве. Скончался Прапат Чарусатьен в возрасте 84 лет. Похороны имели официальный армейский статус.
Прапат Чарусатьен был женат, имел трёх сыновей и трёх дочерей. Старшие сыновья — офицеры, младший — генерал таиландской армии. Старшая дочь была женой Наронга Киттикачона, младшие замужем за генералами. Двое внуков — сыновья Киттикачона-младшего — генералы и советники министерства обороны.